# Thermodesulfatator atlanticus
Thermodesulfatator atlanticus es una bacteria gramnegativa del género Thermodesulfatator. Fue descrita en el año 2010. Su etimología hace referencia a atlántico. Es anaerobia estricta, termófila, quimioautótrofa, móvil por flagelo polar. Las células tienen un tamaño de 0,30-0,75 μm de ancho por 1,04-6,08 μm de largo. Temperatura de crecimiento de 55-75 °C, óptima de 65-70 °C. Utiliza el hidrógeno como donador de electrones y el sulfato como aceptor.  Resistente a estreptomicina y kanamicina. Sensible a ampicilina, penicilina G, vancomicina, tetraciclina, rifampicina y cloranfenicol. Tiene un contenido de G+C de 45,6%. Se ha aislado de fuentes hidrotermales a 2.275 m de profundidad en el Océano Atlántico.